# Peglio
Peglio é uma comuna italiana da região da Lombardia, província de Como, com cerca de 197 habitantes. Estende-se por uma área de 10,82 km², tendo uma densidade populacional de 18,2 hab/km². Faz fronteira com Domaso, Dosso del Liro, Gravedona, Livo.

## Demografia
| Variação demográfica do município entre 1861 e 2011                               |
|                                                                                   |
| Fonte: Istituto Nazionale di Statistica (ISTAT) - Elaboração gráfica da Wikipedia |